# 爪哇黑莎草
爪哇黑莎草（学名：Gahnia javanica）为莎草科黑莎草属下的一个种。